# Proceratium longigaster
Proceratium longigaster is een mierensoort uit de onderfamilie van de Proceratiinae. De wetenschappelijke naam van de soort is voor het eerst geldig gepubliceerd in 1935 door Karavaiev.